# Georgensgmünd
Georgensgmünd est une commune allemande située en Bavière à 30 kilomètres au sud de Nuremberg, près de Roth. Elle s'est développée au confluent (d'où le suffixe -mund) de la Rezat souabe et de la Rezat franconienne, qui forment à partir de là la Rednitz.

## Histoire
Originellement habitée par une communauté juive (dont il reste une synagogue et un cimetière), on trouve les premières traces de Georgensgmünd dans les écrits historiques au XIIe siècle. Son développement s'accentue au XIXe siècle avec l'aménagement des deux rivières qui la traversent.
Aujourd'hui, elle représente un important pôle de compétitivité grâce à ses 2 zones d'activités industrielles et sa gare fonctionnelle.

## Économie
De nombreuses entreprises compétitives et des commerces prospères.

## Culture et loisirs
Georgensgmünd possède deux églises chrétiennes: une catholique, l'autre protestante ; avec pour chacune d'elles un cimetière. Ces deux églises sont reconnues dans la région pour leur beauté et les trésors qu'elles recèlent.
D'autre part, la synagogue et le cimetière juif ont survécu aux troubles de l'Histoire.
La "Kirchweih" (fête foraine couplée à un festival de musique) de Georgensgmünd est connue dans toute la Bavière pour son ambiance unique et sa musique festive.
Enfin, l'Umweltstation, située sur les bords de Georgensgmünd, est un grand centre culturel, qui encourage notamment la protection de l'environnement, les jeux pour les jeunes et les projets artistiques en tous genres. On y organise des fêtes, améliorant l'ambiance d'un village toujours plus festif.

## Personnalités liées à la ville
- Konrad von Megenberg (1309-1374), écrivain né à Georgensgmünd.
- Friedrich Merkenschlager (1892-1968), biologiste né et mort à Hauslach.